# ویرجینیاتاون (کالیفرنیا)
ویرجینیاتاون (به انگلیسی: Virginiatown) یک منطقهٔ مسکونی در ایالات متحده آمریکا است که در شهرستان پلاسر، کالیفرنیا واقع شده‌است. ویرجینیاتاون ۹۸ متر بالاتر از سطح دریا واقع شده‌است.